# Wallon-Cappel
Wallon-Cappel település Franciaországban, Nord megyében. Lakosainak száma 798 fő (2022. január 1.). Wallon-Cappel Hondeghem, Hazebrouck, Lynde, Morbecque, Sercus és Staple községekkel határos.

## Népesség
A település népessége az elmúlt években az alábbi módon változott:
| Lakosok száma | 862  | 839  | 847  | 811  | 806  | 794  | 777  | 788  | 798  |
|               | 2013 | 2015 | 2016 | 2017 | 2018 | 2019 | 2020 | 2021 | 2022 |